# 菲律賓紅柳桉
菲律賓紅柳桉（學名：Shorea negrosensis）是菲律賓的特有種龍腦香科植物之一。

## 型態
菲律賓紅柳桉可以生長到50公尺高，直徑2公尺，屬於常綠大型喬木，是菲律賓森林裡的冠層樹種之一。基部有巨大的板根。樹的表面粗造，脫皮時會顯現出深紅的樹身。葉子是卵橢圓形，葉尖通常較短。葉片長7到17公分，寬3到8公分。通常葉子兩邊各有8到15個側脈。葉子非常薄，葉片上是深綠色的。花是米白色的而且有五個花瓣。果實是翅果，有三片大片約7到13公分的果翅還有兩個小型的果翅。

## 分布
分布在菲律賓的呂宋，薩馬島，波利略島，錫布延島，保和省，內格羅斯島，比利蘭省，雷伊泰島，和民答那峨島海拔1,000公尺以下的的低海拔熱帶雨林裡。